# HD 218416
HD 218416，又名BD+52 3371，SAO 35151、HR 8801，是一颗恒星，视星等为6.11，位于銀經107.42，銀緯-6.89，其B1900.0坐标为赤經23h 2m 44.1s，赤緯+52° -6.89′ 32″。